# جيسون بونهام
جيسون بونهام (بالإنجليزية: Jason Bonham)‏ هو طبال وممثل بريطاني، ولد في 15 يوليو 1966 في المملكة المتحدة.

## وصلات خارجية
- جيسون بونهام على موقع IMDb (الإنجليزية)
- جيسون بونهام على موقع روتن توميتوز (الإنجليزية)
- جيسون بونهام على موقع ألو سيني (الفرنسية)
- جيسون بونهام على موقع ميوزك برينز (الإنجليزية)
- جيسون بونهام على موقع رولينغ ستون (الإنجليزية)
- جيسون بونهام على موقع أول موفي (الإنجليزية)
- جيسون بونهام على موقع قاعدة بيانات الأفلام السويدية (السويدية)
- جيسون بونهام على موقع أول ميوزيك (الإنجليزية)
- جيسون بونهام على موقع ديسكوغز (الإنجليزية)
- جيسون بونهام على موقع قاعدة بيانات الفيلم (الإنجليزية)